# Elettra (Galdós)
Elettra (Electre) è una tragedia di Benito Pérez Galdós, rappresentata nel 1901.
Quest'opera risente con evidenza dell'influenza di Henrik Ibsen.